# Steve Ramon
Steve Ramon   (Bruges, 29 de desembre de 1979) és un pilot de motocròs flamenc, dues vegades Campió del Món i dues vegades guanyador del Motocross des Nations integrant l'equip belga.
Ramon debutà el 1997 en la categoria de 125cc, quedant-hi subcampió les temporades de 2001 i 2002. El 2003 en guanyà el campionat mundial, un cop la categoria havia adoptat la nova formulació que a partir del 2004 s'anomenà MX2. A partir del 2004 feu el pas a la categoria MX1, quedant-hi quart aquell any i el 2005 i tercer el 2006. El 2007 aconseguí trencar la ratxa de sis títols consecutius de Stefan Everts i es proclamà Campió. El 2008 fou subcampió rere David Philippaerts. La temporada de 2009 caigué al circuit de Valkenswaard i es trencà una vèrtebra, passant-se dos mesos sense poder córrer fins que al juliol va tornar a participar en una cursa del campionat de Bèlgica.
Actualment, Ramon corre amb el suport de l'equip Teka Suzuki, dirigit pels germans Eric i Sylvain Geboers.
A 1 de gener de 2011

## Palmarès
| Any          | Motocicleta  | C. del Món | C. del Món | MXDN | C. de Bèlgica | C. de Bèlgica |            |
| Any          | Motocicleta  | 250cc      | 125cc      | MXDN | 250cc         | 125cc         |            |
| ------------ | ------------ | ---------- | ---------- | ---- | ------------- | ------------- | ---------- |
| 1999         | Kawasaki     | -          | 6è         |      | -             | 1r            |            |
| 2000         | Kawasaki     | -          | 11è        |      | -             | 1r            |            |
| 2001         | Kawasaki     | -          | 2n         |      |               |               |            |
| 2002         | KTM          | -          | 2n         |      |               |               |            |
|              |              | Mx GP      | 125cc      | MXDN |               |               |            |
| 2003         | KTM          | -          | 1r         | 1r   |               |               |            |
|              |              | MX1        | MX2        | MXDN | Open/MX1      | 125cc         |            |
| 2004         | KTM          | 4t         | -          | 1r   | 1r            | -             |            |
| 2005         | KTM          | 4t         | -          |      |               |               |            |
| 2006         | Suzuki       | 3r         | -          |      | 1r            | -             |            |
| 2007         | Suzuki       | 1r         | -          |      | 1r            | -             |            |
| 2008         | Suzuki       | 2n         | -          |      | 1r            | -             |            |
| 2009         | Suzuki       | 10è        | -          |      |               |               |            |
| 2010         | Suzuki       | 5è         | -          |      |               |               |            |
| 2011         | Suzuki       | 14è        | -          |      | 1r            |               |            |
| Total títols | Total títols | 1          | 1          | 2    | 5             | 2             |            |
|              |              | 2 mundials | 2 mundials |      | 7 estatals    | 7 estatals    | 7 estatals |

Notes
1. ↑  La classificació consignada a MXDN fa referència a la posició final obtinguda per l'equip estatal
2. ↑  Al total de títols s'hi compten tots els campionats internacionals i estatals guanyats, MXDN inclòs